# NGC 219
NGC 219는 태양에서 약 2억 4,500만 광년 떨어져 있으며, 고래자리에 위치한 타원 은하이다. 1863년 9월 16일, 미국인 천문학자 George Bond에 의해 발견되었다.

## 같이 보기
- NGC 1 ~ 999 목록